# Henrietta, Missouri
Henrietta är en stad i Ray County i delstaten Missouri, USA.